# Wim Veldhuizen
Wim Veldhuizen (Maarn, 23 juli 1933 – Andijk, 2 september 2017) was een Nederlands politicus van de ARP en later het CDA.
Veldhuizen was hoofdcommies en waarnemend gemeentesecretaris van Montfoort en Willeskop voor hij in 1965 gemeentesecretaris van Numansdorp werd als opvolger van Pieter Groeneweg die burgemeester van Heinenoord was geworden. In juni 1976 werd Veldhuizen burgemeester van Andijk. In september 1989 vierde hij zijn 40-jarig jubileum in overheidsdienst, maar hij zou tot zijn pensionering midden 1998 de burgemeester van Andijk blijven. Hij overleed in september 2017 op 84-jarige leeftijd.